# كيم سونغ هيون
كيم سونغ هيون (18 أغسطس 1979 بكوريا الجنوبية - ) هو لاعب كرة قدم كوري جنوبي في مركز الوسط. شارك مع منتخب كوريا الجنوبية تحت 23 سنة لكرة القدم. أما مع النوادي، فقد لعب مع شانغهاي غرينلاند شينهوا ونادي بوسان أي بارك وجوانجو سانجمو ‏ وتشونام دراغونز ونادي دايجو.

## وصلات خارجية
- كيم سونغ هيون على موقع دوري كوريا الجنوبية (الإنجليزية)
- كيم سونغ هيون على موقع قاعدة بيانات كرة القدم.إي يو (الإنجليزية)